# Periphetes
Periphetes (altgriechisch Περιφήτης Periphḗtēs) ist eine Figur aus der griechischen Mythologie, ein Sohn des Gottes Hephaistos und der Antikleia.
Periphetes lauert mit seiner eisernen Keule ahnungslosen Reisenden, die sich auf dem Weg zu der Kultstätte Epidauros befinden, auf, um sie auszurauben. Er wird schließlich von Theseus zur Strecke gebracht.
In einem Katalog der Heldentaten des Theseus, den Ovid in seinen Metamorphosen die Athener aufzählen lässt, findet sich auch die Tötung des „Keulenschwingers“ Periphetes.